# 生光学園小学校
生光学園小学校（せいこうがくえんしょうがっこう）は、徳島県徳島市応神町中原にある私立小学校。

## 沿革
- 1966年 - 生光小学校が開校。
- 1984年 - 現校名に改称。
- 1994年 - IECコース（イマージョン教育）を開設。

## 行事
4月
- 始業式
- 入学式
- 家庭訪問
- 個人懇談

5月
- 参観日
- 修学旅行
- 春の遠足
- プール開き

6月
- 参観日
- 漢字検定
- 公開授業

7月
- サマースクール
- 終業式
- 個人懇談
- 特別学習

8月
- 体験入学
- 夏期特別学習

9月
- 始業式
- 運動会

10月
- 修学旅行

- 参観日
- 公開授業
- 漢字検定

11月
- 秋の遠足
- 公開授業

12月
- クリスマス会
- 個人懇談
- 終業式
- 冬期特別学習

1月
- 始業式

2月
- 学習発表会

- マラソン大会
- スキー研修
- 漢字検定
- 児童会役員改選
- 参観日

3月
- 6年生を送る会
- 卒業式
- 修了式

## 関連学校
| 学校名           | 創立   | 備考               |
| ---------------- | ------ | ------------------ |
| 生光学園高等学校 | 1979年 | 旧名は生光高等学校 |
| 生光学園中学校   | 1973年 | 旧名は生光中学校   |
| 生光学園幼稚園   | 1962年 | 旧名は生光幼稚園   |